# Baia Pizos
La baia Pizos (in inglese Pizos Bay) è una baia lunga 9 km e larga 10,65, situata sulla costa di Nordenskjöld, nella parte orientale della Terra di Graham, in Antartide. La baia si trova in particolare tra punta Samotino, a nord-ovest, e la scogliera Porfido, a sud-est.

La baia si è rivelata grazie al ritiro dei ghiacciai che la ricoprivano, avvenuto nell'ultimo decennio del ventesimo secolo.

## Storia
La baia Pizos è stata così battezzata dalla Commissione bulgara per i toponimi antartici in onore dell'antico villaggio di Pizos, nella Bulgaria meridionale.